# Эри (округ, Огайо)
Округ Эри (англ. Erie County) располагается в штате Огайо, США. Официально образован 16 марта 1838 года. По состоянию на 2010 год, численность населения составляла 77 079 человек.

## География
По данным Бюро переписи США, общая площадь округа равняется 1 621,316 км2, из которых 651,541 км2 суша и 969,775 км2 или 59,810 % это водоёмы.

## Население
По данным переписи населения 2000 года в округе проживает 79 551 жителей в составе 31 727 домашних хозяйств и 21 764 семей. Плотность населения составляет 121,00 человек на км2. На территории округа насчитывается 35 909 жилых строений, при плотности застройки около 54,00-х строений на км2. Расовый состав населения: белые — 88,64 %, афроамериканцы — 8,64 %, коренные американцы (индейцы) — 0,21 %, азиаты — 0,37 %, гавайцы — 0,01 %, представители других рас — 0,53 %, представители двух или более рас — 1,60 %. Испаноязычные составляли 2,09 % населения независимо от расы.
В составе 30,40 % из общего числа домашних хозяйств проживают дети в возрасте до 18 лет, 53,70 % домашних хозяйств представляют собой супружеские пары проживающие вместе, 11,20 % домашних хозяйств представляют собой одиноких женщин без супруга, 31,40 % домашних хозяйств не имеют отношения к семьям, 27,00 % домашних хозяйств состоят из одного человека, 10,80 % домашних хозяйств состоят из престарелых (65 лет и старше), проживающих в одиночестве. Средний размер домашнего хозяйства составляет 2,45 человека, и средний размер семьи 2,97 человека.
Возрастной состав округа: 24,70 % моложе 18 лет, 7,20 % от 18 до 24, 27,00 % от 25 до 44, 25,50 % от 45 до 64 и 25,50 % от 65 и старше. Средний возраст жителя округа 40 лет. На каждые 100 женщин приходится 95,00 мужчин. На каждые 100 женщин старше 18 лет приходится 92,40 мужчин.
Средний доход на домохозяйство в округе составлял 42 746 USD, на семью — 51 756 USD. Среднестатистический заработок мужчины был 39 249 USD против 23 697 USD для женщины. Доход на душу населения составлял 21 530 USD. Около 6,00 % семей и 8,30 % общего населения находились ниже черты бедности, в том числе — 11,60 % молодежи (тех, кому ещё не исполнилось 18 лет) и 6,80 % тех, кому было уже больше 65 лет.